# Championnat d'Irlande de football 2005
Navigation
Édition précédente Édition suivante
Le Championnat d'Irlande de football en 2005. Cork City FC remporte le titre de champion. Pour la première fois depuis 1997 le championnat échappe à une équipe dublinoise.
La premier Division compte à partir de cette année 12 clubs.
Un événement sans précédent marque le football irlandais cette année-là. Les Shamrock Rovers sont victimes de la professionnalisation du football. Ils enregistrent de grosses pertes financières. Ils sont sanctionnés de 8 points et relégués en First Division. Ils disparaissent pour la première fois de l’élite (en ayant manqué de disparaître complètement). 

## Les 22 clubs participants
| \| Dublin: · Premier Div.: · Bohemian · Shamrock · St Pat's · UCD · Shelbourne FC · First Div.: · Dublin City FC Drogheda United Dublin Bray Wanderers Derry City FC Cork City FC Longford Town Finn Harps Waterford United Dundalk FC Galway United Athlone Town Limerick FC Monaghan United Sligo Rovers Cobh Ramblers FC Kildare County F.C. Kilkenny City AFC \| Localisation des clubs engagés dans le championnat. |
| Dublin: · Premier Div.: · Bohemian · Shamrock · St Pat's · UCD · Shelbourne FC · First Div.: · Dublin City FC Drogheda United Dublin Bray Wanderers Derry City FC Cork City FC Longford Town Finn Harps Waterford United Dundalk FC Galway United Athlone Town Limerick FC Monaghan United Sligo Rovers Cobh Ramblers FC Kildare County F.C. Kilkenny City AFC                                                           |

| Premier Division - Bohemians FC - Bray Wanderers - Cork City FC - Derry City FC - Drogheda United - UC Dublin - Finn Harps - Longford Town - St. Patrick's Athletic FC - Shamrock Rovers - Shelbourne FC - Waterford United | First Division - Athlone Town - Cobh Ramblers FC - Dublin City Football Club - Dundalk FC - Galway United - Kildare County F.C. - Kilkenny City AFC - Limerick FC - Monaghan United - Sligo Rovers |

## Classement

### Premier Division
| Place | Club                      | Points | Victoires | Nuls | Défaites | Buts pour | Buts contre | Différence |
| ----- | ------------------------- | ------ | --------- | ---- | -------- | --------- | ----------- | ---------- |
| 1er   | Cork City FC              | 74     | 22        | 8    | 3        | 53        | 18          | +35        |
| 2e    | Derry City FC             | 72     | 22        | 6    | 5        | 56        | 25          | +31        |
| 3e    | Shelbourne FC             | 67     | 20        | 7    | 6        | 62        | 25          | +37        |
| 4e    | Drogheda United           | 48     | 12        | 12   | 9        | 40        | 33          | +7         |
| 5e    | Longford Town             | 45     | 12        | 9    | 12       | 29        | 32          | -3         |
| 6e    | Bohemians FC              | 45     | 13        | 6    | 14       | 42        | 47          | -5         |
| 7e    | Bray Wanderers            | 39     | 11        | 6    | 16       | 40        | 87          | -47        |
| 8e    | Waterford United          | 34     | 9         | 7    | 17       | 30        | 49          | -19        |
| 9e    | UC Dublin                 | 33     | 7         | 12   | 14       | 28        | 44          | -16        |
| 10e   | St. Patrick's Athletic FC | 32     | 7         | 11   | 15       | 26        | 36          | -10        |
| 11e   | Shamrock Rovers*          | 27     | 8         | 8    | 16       | 33        | 52          | -19        |
| 12e   | Finn Harps                | 21     | 5         | 6    | 22       | 30        | 51          | -21        |

(*) 8 points de pénalité pour cause d’irrégularités financières.
Meilleurs buteurs de Premier Division :
1. Jason Byrne (Shelbourne) : 22 buts
2. Mark Farren (Derry City) :	18 buts
3. Kevin McHugh (Finn Harps) : 13 buts

Play off de Promotion/Relegation : Dublin City bat Shamrock Rovers 1-1 puis 2-1. Dublin City accède à la Premier Division.

### First Division
| Place | Club                      | Points | Victoires | Nuls | Défaites | Buts pour | Buts contre | Différence |
| ----- | ------------------------- | ------ | --------- | ---- | -------- | --------- | ----------- | ---------- |
| 1er   | Sligo Rovers              | 61     | 15        | 16   | 5        | 45        | 27          | +18        |
| 2e    | Dublin City Football Club | 59     | 15        | 14   | 7        | 57        | 34          | +23        |
| 3e    | Cobh Ramblers FC          | 56     | 15        | 11   | 10       | 49        | 40          | +9         |
| 4e    | Kilkenny City AFC         | 53     | 15        | 8    | 13       | 46        | 35          | +11        |
| 5e    | Galway United             | 53     | 14        | 11   | 11       | 46        | 43          | +3         |
| 6e    | Dundalk FC                | 49     | 12        | 13   | 11       | 44        | 40          | +4         |
| 7e    | Limerick FC               | 48     | 13        | 9    | 14       | 44        | 49          | -5         |
| 8e    | Kildare County F.C.       | 41     | 10        | 11   | 15       | 33        | 42          | -69        |
| 9e    | Monaghan United           | 36     | 9         | 9    | 18       | 36        | 66          | -30        |
| 10e   | Athlone Town              | 28     | 6         | 10   | 20       | 28        | 52          | -24        |

Meilleurs buteurs de First Division :
1. Kieran O'Reilly 17 buts
2. Ger McCarthy 12
3. Robbie Collins et Barry Moran 11